# Strophanthus demeusei
Strophanthus demeusei là một loài thực vật có hoa trong họ La bố ma. Loài này được Dewèvre miêu tả khoa học đầu tiên năm 1894.